# Fred (calciatore 1983)
Frederico Chaves Guedes, meglio noto come Fred (Teófilo Otoni, 3 ottobre 1983), è un ex calciatore brasiliano, di ruolo attaccante. Con la nazionale brasiliana si è laureato campione del Sud America nel 2007 ed ha vinto la Confederations Cup 2013.
Ha segnato il gol più veloce della storia del calcio brasiliano, realizzato nel 2003 con la maglia dell'América Mineiro in una partita contro il Vila Nova, valida per la Copa São Paulo de Juniores. La rete venne messa a segno dopo 3,17 secondi dal fischio d'inizio con un tiro da centrocampo ed è stato in assoluto il gol più veloce mai realizzato fino al 7 novembre 2009. Nel 2013 ha vinto il titolo di capocannoniere della Confederations Cup 2013 (a pari merito con lo spagnolo Fernando Torres) e la Scarpa d'argento della competizione.

## Carriera

### Club
Nel 2004 passa dall'América Mineiro al Cruzeiro, con cui segna 40 gol in 43 presenze nel 2005.
Nell'agosto 2005 passa al Lione, squadra della Ligue 1, per 15 milioni di euro. Durante la prima stagione in Francia mette a segno 14 reti in 30 presenze, di cui 9 partendo dalla panchina. I suoi gol consentono al Lione di vincere il suo 5º titolo nazionale consecutivo. Nelle due stagioni seguenti conquista di nuovo il titolo francese, ma i suoi spazi in squadra si riducono progressivamente a causa di infortuni e scelte tecniche.
Svincolatosi dal Lione il 26 febbraio 2009, il 5 marzo successivo si trasferisce al Fluminense, squadra del campionato brasiliano, con cui firma un contratto della durata di cinque anni. con 5 gol in 14 presenze contribuisce nel 2010 alla vittoria del Brasilerao, atteso da 25 anni, e nel maggio del 2011 con 10 gol in 13 partite al secondo posto nel Campionato Carioca perso con il Flamengo. Il 27 novembre nella sfida persa 1-2 col Vasco da Gama segna il suo gol numero 200 in carriera con i club.

### Nazionale

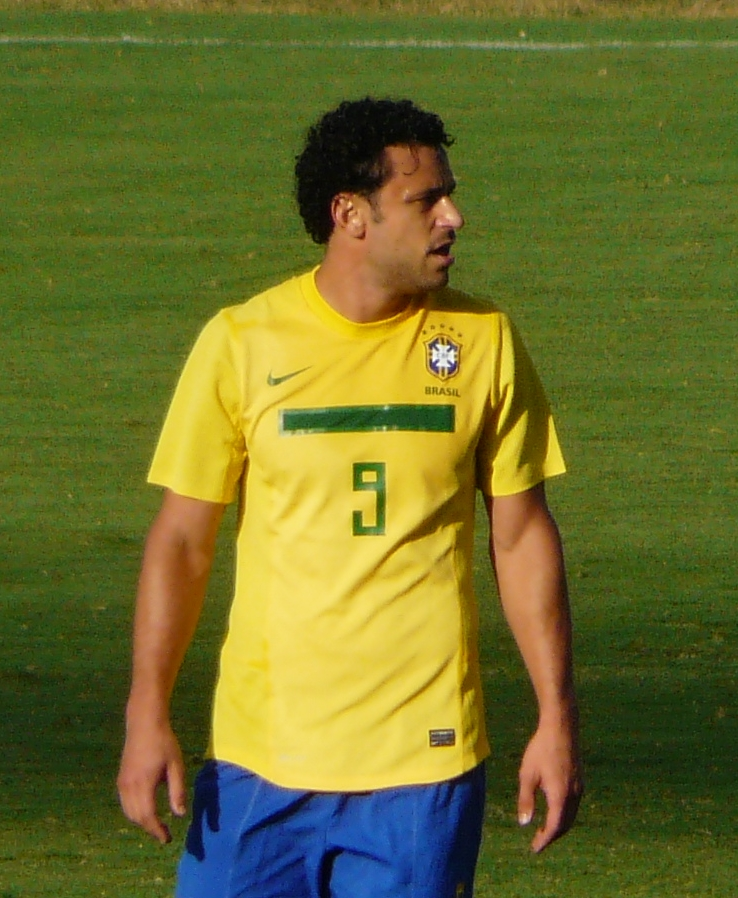
Fred in nazionale nel 2011

Con la Nazionale del Brasile ha collezionato 3 presenze nel 2005 e una ai Mondiali 2006, nella partita della prima fase contro l'Australia il 18 giugno 2006, quando ha segnato il gol del 2-0 nel finale di partita dopo essere subentrato dalla panchina. Ha partecipato anche alla Copa América 2007, ma si è infortunato dopo la prima partita.
Torna in nazionale tre anni dopo nel giugno 2011 in vista della Copa América. Gioca da titolare le amichevoli Brasile-Paesi Bassi 0-0 del 4 giugno e segna tre giorni dopo in Brasile-Romania 1-0, uscendo al minuto 80 e lasciando spazio a Ronaldo alla sua partita d'addio al calcio giocato. Torna al gol con la Selecao il 9 luglio 2011, permettendo al Brasile di pareggiare 2-2 col Paraguay, nella seconda partita del girone B della Copa América.

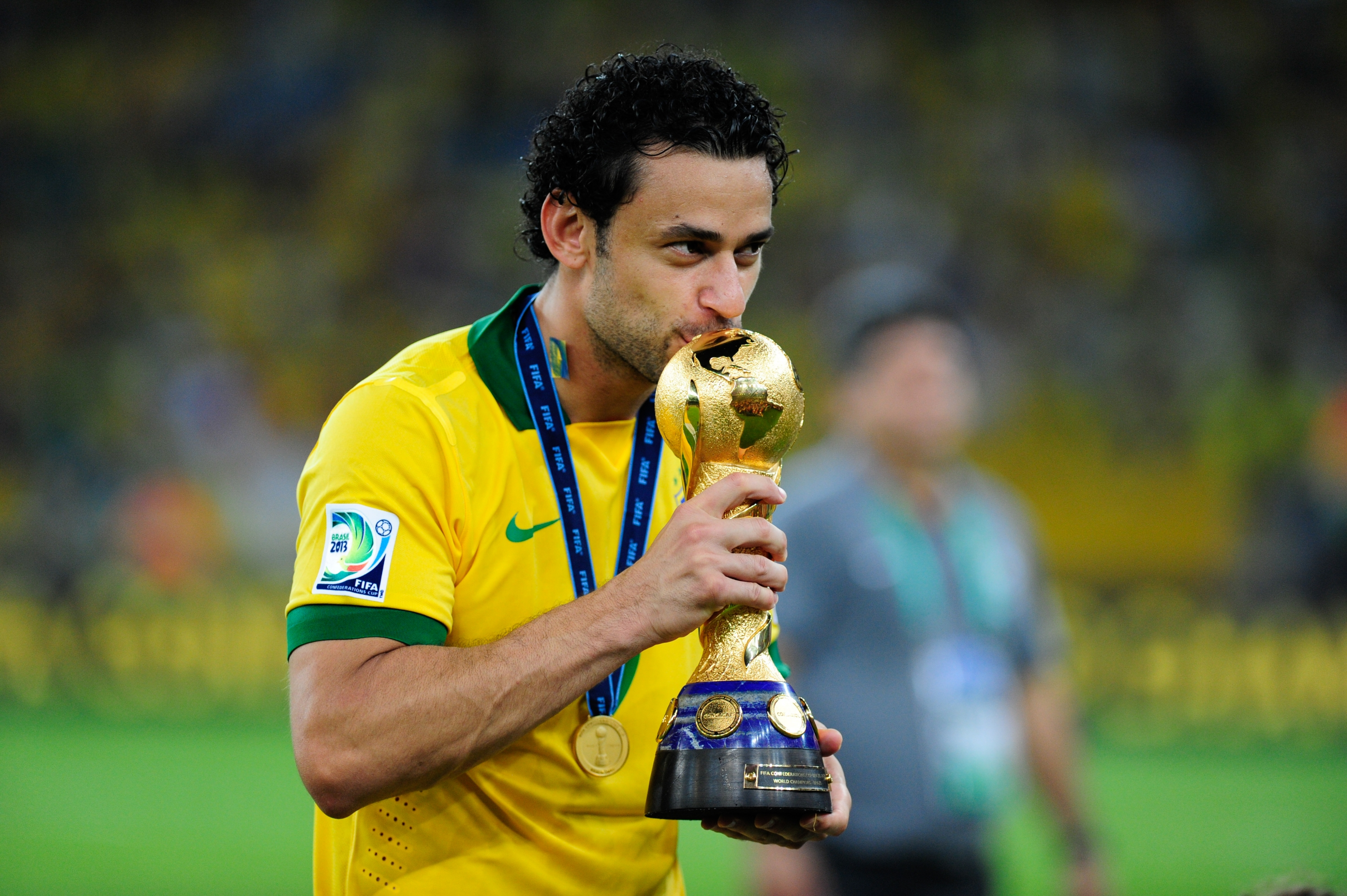
Fred bacia la Confederations Cup 2013

Il 14 maggio viene inserito, dal CT Luiz Felipe Scolari, nella lista dei 23 convocati per la FIFA Confederations Cup 2013, che è svolta in Brasile dal 15 al 30 giugno 2013 come preludio del Campionato mondiale di calcio 2014. Il 22 giugno nell'ultima partita del girone contro l'Italia segna due reti, decisive ai fini del risultato (il Brasile vince per 4-2). Nella semifinale contro l'Uruguay inoltre realizza la sua terza rete nel torneo siglando il gol del momentaneo 1-0 nella partita finita poi 2-1 per i verdeoro, contribuendo così a portare la sua squadra in finale contro la Spagna, dove mette a segno una doppietta che consegna al Brasile la coppa. Al termine del torneo Fred è risultato essere il capocannoniere con 5 gol, insieme a Fernando Torres, e si è aggiudicato la Scarpa d'argento in virtù, a parità di assist (uno per entrambi) del maggior numero di minuti giocati rispetto allo spagnolo (423 minuti contro 273).
Convocato per il mondiale 2014, nella prima partita del mondiale contro la Croazia, guadagna un rigore molto dubbio sul parziale di 1-1, che alimenta tantissime polemiche e che permette alla Seleçao di portarsi sul 2-1. Nella terza partita del primo turno va a segno in fuorigioco nella vittoria per 4-1 contro il Camerun. Il Brasile viene eliminato in semifinale dalla Germania, vittoriosa 7-1 sui verdeoro. La stampa di settore riconosce la sua prestazione la peggiore dell'intera rosa brasiliana. Con un solo gol realizzato nell'intera manifestazione, Fred diventa il secondo peggior attaccante che abbia mai giocato nel Brasile in un Mondiale. Peggio di lui fece solo Alcindo, con 0 reti all'attivo nel Mondiale 1966.
Il 13 luglio 2014, dopo la fine del deludente mondiale casalingo, Fred decide di chiudere la sua carriera con la Seleçao.

## Statistiche

### Presenze e reti nei club
Tra club e nazionale maggiore, Fred ha giocato globalmente 614 partite segnando 411 reti, alla media di 0,67 gol a partita.
Statistiche aggiornate al 10 luglio 2022.
| Stagione                | Squadra                 | Campionato              | Campionato | Campionato | Coppe nazionali | Coppe nazionali | Coppe nazionali | Coppe continentali | Coppe continentali | Coppe continentali | Altre coppe | Altre coppe | Altre coppe | Totale | Totale |
| Stagione                | Squadra                 | Comp                    | Pres       | Reti       | Comp            | Pres            | Reti            | Comp               | Pres               | Reti               | Comp        | Pres        | Reti        | Pres   | Reti   |
| ----------------------- | ----------------------- | ----------------------- | ---------- | ---------- | --------------- | --------------- | --------------- | ------------------ | ------------------ | ------------------ | ----------- | ----------- | ----------- | ------ | ------ |
| 2003                    | América-MG              | M1/MG+B                 | 12+19      | 10+7       | CB              | -               | -               | -                  | -                  | -                  | -           | -           | -           | 31     | 17     |
| 2004                    | América-MG              | M1/MG+B                 | 16+7       | 12+2       | CB              | 3               | 2               | -                  | -                  | -                  | -           | -           | -           | 26     | 16     |
| Totale América-MG       | Totale América-MG       | Totale América-MG       | 28+26      | 22+9       |                 | 3               | 2               |                    | -                  | -                  |             | -           | -           | 57     | 33     |
| 2004                    | Cruzeiro                | M1/MG+A                 | 0+24       | 14         | CB              | -               | -               | CS                 | 4                  | 2                  | -           | -           | -           | 28     | 16     |
| 2005                    | Cruzeiro                | M1/MG+A                 | 13+19      | 13+10      | CB              | 9               | 14              | CS                 | 0                  | 0                  | -           | -           | -           | 41     | 37     |
| 2005-2006               | O. Lione                | L1                      | 31         | 14         | CF+CdL          | 4+1             | 1+0             | UCL                | 9                  | 2                  | SF          | 0           | 0           | 45     | 17     |
| 2006-2007               | O. Lione                | L1                      | 20         | 11         | CF+CdL          | 3+2             | 1+0             | UCL                | 5                  | 2                  | SF          | 0           | 0           | 30     | 14     |
| 2007-2008               | O. Lione                | L1                      | 21         | 7          | CF+CdL          | 4+2             | 1+0             | UCL                | 3                  | 0                  | SF          | 0           | 0           | 30     | 8      |
| 2008-feb. 2009          | O. Lione                | L1                      | 15         | 2          | CF+CdL          | 0+1             | 0               | UCL                | 4                  | 2                  | SF          | 0           | 0           | 20     | 4      |
| Totale O. Lione         | Totale O. Lione         | Totale O. Lione         | 87         | 34         |                 | 11+6            | 3+0             |                    | 21                 | 6                  |             | 0           | 0           | 125    | 43     |
| 2009                    | Fluminense              | A/RJ+A                  | 4+20       | 3+12       | CB              | 6               | 2               | CS                 | 6                  | 5                  | -           | -           | -           | 36     | 22     |
| 2010                    | Fluminense              | A/RJ+A                  | 9+14       | 7+5        | CB              | 5               | 6               | -                  | -                  | -                  | -           | -           | -           | 28     | 18     |
| 2011                    | Fluminense              | A/RJ+A                  | 13+25      | 10+22      | -               | -               | -               | CL                 | 5                  | 2                  | -           | -           | -           | 43     | 34     |
| 2012                    | Fluminense              | A/RJ+A                  | 10+28      | 7+20       | -               | -               | -               | CL                 | 7                  | 3                  | -           | -           | -           | 45     | 30     |
| 2013                    | Fluminense              | A/RJ+A                  | 7+9        | 2+3        | CB              | 2               | 0               | CL                 | 7                  | 3                  | -           | -           | -           | 25     | 8      |
| 2014                    | Fluminense              | A/RJ+A                  | 11+28      | 5+18       | CB              | 5               | 4               | CS                 | 2                  | 0                  | -           | -           | -           | 46     | 27     |
| 2015                    | Fluminense              | A/RJ+A                  | 14+23      | 11+9       | CB              | 5               | 2               | -                  | -                  | -                  | -           | -           | -           | 42     | 22     |
| 2016                    | Fluminense              | A/RJ+A                  | 12+6       | 6+2        | CB              | 3               | 3               | -                  | -                  | -                  | PL          | 1           | 0           | 22     | 11     |
| 2016                    | Atlético Mineiro        | M1/MG+A                 | 0+28       | 12         | -               | -               | -               | -                  | -                  | -                  | -           | -           | -           | 28     | 12     |
| 2017                    | Atlético Mineiro        | M1/MG+A                 | 12+29      | 10+12      | CB              | 3               | 1               | CL                 | 7                  | 6                  | PL          | 4           | 1           | 55     | 30     |
| Totale Atlético Mineiro | Totale Atlético Mineiro | Totale Atlético Mineiro | 12+57      | 10+24      |                 | 3               | 1               |                    | 7                  | 6                  |             | 4           | 1           | 83     | 42     |
| 2018                    | Cruzeiro                | M1/MG+A                 | 8+6        | 1+3        | CB              | 0               | 0               | CL                 | 1                  | 0                  |             |             |             | 15     | 4      |
| 2019                    | Cruzeiro                | M1/MG+A                 | 12+30      | 12+5       | CB              | 6               | 0               | CL                 | 6                  | 4                  |             |             |             | 54     | 21     |
| Totale Cruzeiro         | Totale Cruzeiro         | Totale Cruzeiro         | 33+79      | 26+32      |                 | 15              | 14              |                    | 11                 | 6                  |             | -           | -           | 138    | 78     |
| 2020                    | Fluminense              | A/RJ+A                  | 3+24       | 0+5        | CB              | 1               | 0               | -                  | -                  | -                  | -           | -           | -           | 28     | 5      |
| 2021                    | Fluminense              | A/RJ+A                  | 7+24       | 6+5        | CB              | 6               | 2               | CL                 | 9                  | 7                  | -           | -           | -           | 46     | 20     |
| 2022                    | Fluminense              | A/RJ+A                  | 7+6        | 0+1        | CB              | 2               | 1               | CL+CS              | 1+4                | 0                  | -           | -           | -           | 20     | 2      |
| Totale Fluminense       | Totale Fluminense       | Totale Fluminense       | 97+207     | 57+102     |                 | 35              | 20              |                    | 41                 | 20                 |             | 1           | 0           | 381    | 199    |
| Totale carriera         | Totale carriera         | Totale carriera         | 626        | 316        |                 | 73              | 40              |                    | 80                 | 38                 |             | 5           | 1           | 784    | 395    |

### Cronologia presenze e reti in nazionale
| Cronologia completa delle presenze e delle reti in nazionale ― Brasile | Cronologia completa delle presenze e delle reti in nazionale ― Brasile | Cronologia completa delle presenze e delle reti in nazionale ― Brasile | Cronologia completa delle presenze e delle reti in nazionale ― Brasile | Cronologia completa delle presenze e delle reti in nazionale ― Brasile | Cronologia completa delle presenze e delle reti in nazionale ― Brasile | Cronologia completa delle presenze e delle reti in nazionale ― Brasile | Cronologia completa delle presenze e delle reti in nazionale ― Brasile |
| Data                                                                   | Città                                                                  | In casa                                                                | Risultato                                                              | Ospiti                                                                 | Competizione                                                           | Reti                                                                   | Note                                                                   |
| ---------------------------------------------------------------------- | ---------------------------------------------------------------------- | ---------------------------------------------------------------------- | ---------------------------------------------------------------------- | ---------------------------------------------------------------------- | ---------------------------------------------------------------------- | ---------------------------------------------------------------------- | ---------------------------------------------------------------------- |
| 27-4-2005                                                              | San Paolo                                                              | Brasile                                                                | 3 – 0                                                                  | Guatemala                                                              | Amichevole                                                             | -                                                                      |                                                                        |
| 12-11-2005                                                             | Abu Dhabi                                                              | Emirati Arabi Uniti                                                    | 0 – 8                                                                  | Brasile                                                                | Amichevole                                                             | 2                                                                      |                                                                        |
| 1-3-2006                                                               | Mosca                                                                  | Russia                                                                 | 0 – 1                                                                  | Brasile                                                                | Amichevole                                                             | -                                                                      |                                                                        |
| 18-6-2006                                                              | Monaco                                                                 | Brasile                                                                | 2 – 0                                                                  | Australia                                                              | Mondiali 2006 - 1º Turno                                               | 1                                                                      |                                                                        |
| 16-8-2006                                                              | Oslo                                                                   | Norvegia                                                               | 1 – 1                                                                  | Brasile                                                                | Amichevole                                                             | -                                                                      |                                                                        |
| 3-9-2006                                                               | Londra                                                                 | Brasile                                                                | 3 – 0                                                                  | Argentina                                                              | Amichevole                                                             | -                                                                      |                                                                        |
| 10-10-2006                                                             | Stoccolma                                                              | Brasile                                                                | 2 – 1                                                                  | Ecuador                                                                | Amichevole                                                             | 1                                                                      |                                                                        |
| 6-2-2007                                                               | Londra                                                                 | Portogallo                                                             | 2 – 0                                                                  | Brasile                                                                | Amichevole                                                             | -                                                                      |                                                                        |
| 24-3-2007                                                              | Göteborg                                                               | Brasile                                                                | 4 – 0                                                                  | Cile                                                                   | Amichevole                                                             | -                                                                      |                                                                        |
| 4-6-2011                                                               | Goiás                                                                  | Brasile                                                                | 0 – 0                                                                  | Paesi Bassi                                                            | Amichevole                                                             | -                                                                      |                                                                        |
| 7-6-2011                                                               | San Paolo                                                              | Brasile                                                                | 1 – 0                                                                  | Romania                                                                | Amichevole                                                             | 1                                                                      |                                                                        |
| 3-7-2011                                                               | La Plata                                                               | Brasile                                                                | 0 – 0                                                                  | Venezuela                                                              | Coppa America 2011 - 1º turno                                          | -                                                                      |                                                                        |
| 9-7-2011                                                               | Córdoba                                                                | Brasile                                                                | 2 – 2                                                                  | Paraguay                                                               | Coppa America 2011 - 1º turno                                          | 1                                                                      |                                                                        |
| 14-7-2011                                                              | Córdoba                                                                | Brasile                                                                | 4 – 2                                                                  | Ecuador                                                                | Coppa America 2011 - 1º turno                                          | -                                                                      |                                                                        |
| 17-7-2011                                                              | La Plata                                                               | Brasile                                                                | 0 – 0 dts (0 – 2 dtr)                                                  | Paraguay                                                               | Coppa America 2011 - Quarti di finale                                  | -                                                                      |                                                                        |
| 10-8-2011                                                              | Stoccarda                                                              | Germania                                                               | 3 – 2                                                                  | Brasile                                                                | Amichevole                                                             | -                                                                      |                                                                        |
| 24-9-2011                                                              | Belém                                                                  | Brasile                                                                | 2 – 0                                                                  | Argentina                                                              | Amichevole                                                             | -                                                                      |                                                                        |
| 8-10-2011                                                              | San José                                                               | Costa Rica                                                             | 0 – 1                                                                  | Brasile                                                                | Amichevole                                                             | -                                                                      |                                                                        |
| 22-11-2012                                                             | Buenos Aires                                                           | Argentina                                                              | 2 – 1                                                                  | Brasile                                                                | Superclásico de las Américas 2012                                      | 1                                                                      |                                                                        |
| 6-2-2013                                                               | Londra                                                                 | Inghilterra                                                            | 2 – 1                                                                  | Brasile                                                                | Amichevole                                                             | 1                                                                      |                                                                        |
| 21-3-2013                                                              | Ginevra                                                                | Brasile                                                                | 2 – 2                                                                  | Italia                                                                 | Amichevole                                                             | 1                                                                      |                                                                        |
| 25-3-2013                                                              | Londra                                                                 | Brasile                                                                | 1 – 1                                                                  | Russia                                                                 | Amichevole                                                             | 1                                                                      |                                                                        |
| 2-6-2013                                                               | Rio de Janeiro                                                         | Brasile                                                                | 2 – 2                                                                  | Inghilterra                                                            | Amichevole                                                             | 1                                                                      |                                                                        |
| 9-6-2013                                                               | Porto Alegre                                                           | Brasile                                                                | 3 – 0                                                                  | Francia                                                                | Amichevole                                                             | -                                                                      |                                                                        |
| 15-6-2013                                                              | Brasilia                                                               | Brasile                                                                | 3 – 0                                                                  | Giappone                                                               | Conf. Cup 2013 - 1º turno                                              | -                                                                      |                                                                        |
| 19-6-2013                                                              | Fortaleza                                                              | Brasile                                                                | 2 – 0                                                                  | Messico                                                                | Conf. Cup 2013 - 1º turno                                              | -                                                                      |                                                                        |
| 22-6-2013                                                              | Salvador                                                               | Italia                                                                 | 2 – 4                                                                  | Brasile                                                                | Conf. Cup 2013 - 1º turno                                              | 2                                                                      |                                                                        |
| 26-6-2013                                                              | Belo Horizonte                                                         | Brasile                                                                | 2 – 1                                                                  | Uruguay                                                                | Conf. Cup 2013 - Semifinale                                            | 1                                                                      |                                                                        |
| 30-6-2013                                                              | Rio de Janeiro                                                         | Brasile                                                                | 3 – 0                                                                  | Spagna                                                                 | Conf. Cup 2013 - Finale                                                | 2                                                                      |                                                                        |
| 14-8-2013                                                              | Basilea                                                                | Svizzera                                                               | 1 – 0                                                                  | Brasile                                                                | Amichevole                                                             | -                                                                      |                                                                        |
| 5-3-2014                                                               | Johannesburg                                                           | Sudafrica                                                              | 0 – 5                                                                  | Brasile                                                                | Amichevole                                                             | -                                                                      |                                                                        |
| 3-6-2014                                                               | Goiânia                                                                | Brasile                                                                | 4 – 0                                                                  | Panama                                                                 | Amichevole                                                             | -                                                                      |                                                                        |
| 6-6-2014                                                               | San Paolo                                                              | Brasile                                                                | 1 – 0                                                                  | Serbia                                                                 | Amichevole                                                             | 1                                                                      |                                                                        |
| 12-6-2014                                                              | San Paolo                                                              | Brasile                                                                | 3 – 1                                                                  | Croazia                                                                | Mondiali 2014 - 1º turno                                               | -                                                                      |                                                                        |
| 17-6-2014                                                              | Fortaleza                                                              | Brasile                                                                | 0 – 0                                                                  | Messico                                                                | Mondiali 2014 - 1º turno                                               | -                                                                      |                                                                        |
| 23-6-2014                                                              | Brasilia                                                               | Camerun                                                                | 1 – 4                                                                  | Brasile                                                                | Mondiali 2014 - 1º turno                                               | 1                                                                      |                                                                        |
| 28-6-2014                                                              | Belo Horizonte                                                         | Brasile                                                                | 1 – 1 dts (3 – 2 dtr)                                                  | Cile                                                                   | Mondiali 2014 - Ottavi di finale                                       | -                                                                      | 64’                                                                    |
| 4-7-2014                                                               | Fortaleza                                                              | Brasile                                                                | 2 – 1                                                                  | Colombia                                                               | Mondiali 2014 - Quarti di finale                                       | -                                                                      |                                                                        |
| 8-7-2014                                                               | Belo Horizonte                                                         | Brasile                                                                | 1 – 7                                                                  | Germania                                                               | Mondiali 2014 - Semifinale                                             | -                                                                      | 69’                                                                    |
| Totale                                                                 |                                                                        | Presenze                                                               | 39                                                                     |                                                                        | Reti                                                                   | 18                                                                     |                                                                        |

## Palmarès

### Club

#### Competizioni statali
- Campionato Carioca: 2

Fluminense: 2012, 2022
- Campionato Mineiro: 3

Atlético Mineiro: 2017
Cruzeiro: 2018, 2019
- Taça Guanabara: 1

Fluminense: 2022

#### Competizioni nazionali
- Campionato francese: 3

Lione: 2005-2006, 2006-2007, 2007-2008
- Supercoppa francese: 2

Lione: 2006, 2007
- Coppa di Francia: 1

Lione: 2007-2008
- Campionato brasiliano: 2

Fluminense: 2010, 2012

### Nazionale
- Coppa America: 1

2007
- Confederations Cup: 1

Brasile 2013

### Individuale
- Capocannoniere del Campionato Mineiro: 3

2005 (13 gol), 2017 (10 gol), 2019 (12 gol)
- Capocannoniere della Coppa del Brasile: 1

2005 (14 gol)
- Chuteira de Ouro: 1

2005
- Capocannoniere del Campionato Carioca: 1

2011 (10 gol)
- Capocannoniere del Campionato brasiliano: 3

2012 (20 gol), 2014 (18 gol), 2016 (14 gol)
- Scarpa d'argento della FIFA Confederations Cup: 1

Germania 2013
- Miglior giocatore del Campionato Mineiro: 2

2017, 2019